# Ballotsbrunnen
Der Ballotsbrunnen ist ein Traditions- und Brauchtumsort in Iserlohn.

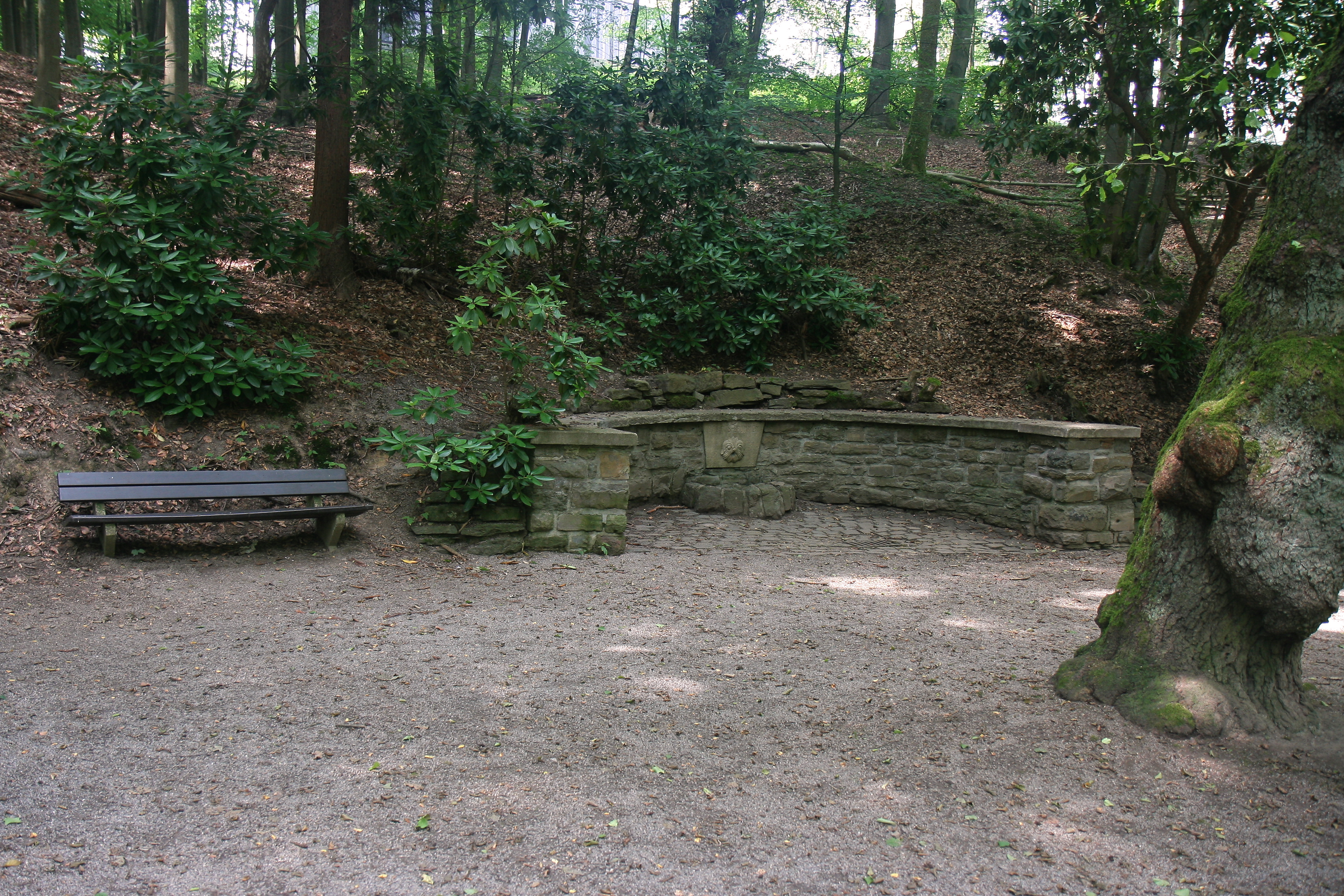
Ballotsbrunnen

Der Brunnen (auch Juffernspring genannt) befindet sich am Rupenteich im Iserlohner Stadtwald. Benannt wurde er im Jahre 1760 nach seinem damaligen Besitzer und Inhaber der dortigen Wasserrechte, dem Iserlohner Ratsherrn und ab 1718 auch zweiten Bürgermeister Heinrich Gisbert Ballot, einem westfälischen Kaufmann, der 1679 die Bürgerrechte der Stadt Iserlohn erhielt.
Jedes Jahr findet hier traditionell am Pfingstmontag frühmorgens das sogenannte Brunnentrinken statt. Das reine und kühle Quellwasser wird vom jeweils amtierenden Königspaar und Hofstaat des Iserlohner Schützenvereins (IBSV) an jedermann gereicht. Der Überlieferung nach soll es für das kommende Jahr eine gesundheitsfördernde und damit auch lebensverlängernde Wirkung entfalten. Schon zu vorchristlicher Zeit wurde eine heilende Kraft des Elixiers aus dem Juffernspring vermutet, man ging seinerzeit von einem Segen der germanischen Göttin Freya aus.
Umrahmt wird das Iserlohner Brauchtum in den letzten Jahren zusätzlich durch einen Elfentanz, der von jungen Tanzschülerinnen bei klassischer Musikuntermalung auf der neben dem Rupenteich befindlichen Wiese aufgeführt wird.
Der Ballotsbrunnen, dessen heutiges Erscheinungsbild (Steinmauer mit Tiermasken- und Inschriftstein sowie kleinem vorgelagerten Bassin) erst im Jahre 1937 anlässlich der 700-Jahr-Feier Iserlohns entstand, ist zudem eine der vielen Sagenstationen der Sauerland-Waldroute.